# Двобічно-симетричні
Двобі́чно-симетри́чні, або Білатеральні (Bilateria) — розділ тварин, до якого відносять всіх тварин, які мають двобічну симетрію. У всіх них ліва сторона тіла дзеркальним чином відповідає правій. Цей принцип не стосується окремих внутрішніх органів, що демонструє, наприклад, розташування печінки або серця у ссавців. Наукова назва таксона сходить до латинських слів bi (подвійний) і latus (бік). Інший важливий виняток становлять Голкошкірі, дорослі форми яких наближаються до радіальної симетрії, тоді як личинки двобічно-симетричні. Найдавнішим знайденим викопним предком двобічно-симетричних тварин вважається Saccorhytus coronarius.

## Класифікація
- Розділ Двобічно-симетричні (Bilateralia)
  - Підрозділ Первиннороті (Protostomia)
    - Тип Ацеломорфи (Acoelomorpha)
    - Тип Прямоплави (Orthonectida)
    - Тип Дицієміди (Dicyemida)
    - Тип Плоскі черви (Platyhelminthes)
    - Тип Немертини (Nemertea)
    - Тип Черевовійчасті черви (Gastrotricha)
    - Тип Гнатостомуліди (Gnathostomulida)
    - Тип Мікрощелепні (Micrognathozoa)
    - Тип Коловертки (Rotifera)
    - Тип Акантоцефали (Acanthocephala)
    - Тип Головохоботні (Cephalorhyncha)
    - Тип Внутрішньопорошицеві (Entoprocta)
    - Тип Нематоди (Nemata)
    - Тип Волосові (Nematomorpha)
    - Тип Цикліофори (Cycliophora)
    - Тип Молюски (Mollusca)
    - Тип Сипункуліди (Sipunculida)
    - Тип Кільчасті черви (Annelida)
    - Тип Ехіури (Echiura)
    - Тип Тихоходи (Tardigrada)
    - Тип Первиннотрахейні (Onychophora)
    - Тип Членистоногі (Arthropoda)
    - Тип Фороніди (Phoronida)
    - Тип Мохуватки (Ectoprocta)
    - Тип Плечоногі (Brachiopoda)

  - Підрозділ Вториннороті (Deuterostomia)
    - Тип Голкошкірі (Echinodermata)
    - Тип Щетинкощелепні (Chaetognatha)
    - Тип Напівхордові (Hemichordata)
    - Тип Хордові (Chordata)

## Див також
Кембрійський вибух